# Maria Versfelt
Maria Elselina Johanna Versfelt, även känd som Ida Saint-Elme, som Elzelina av Aylde Jonghe och under sin pseudonym La Contemporaine, född 27 september 1776 i Lith, död 19 maj 1845 i Bryssel, var en holländsk författare och skådespelare, känd för sitt äventyrliga liv.

## Biografi
Maria Versfelt var dotter till prästen Gerrit Versfelt (1735–1781) och Alida de Jongh (1738–1828) samt var gift 1792–1796 med köpmannen Jan Ringeling Claasz (1768–1801). Hon var känd för sina relationer med de franska generalerna Jean-Victor Moreau åren 1795–1799 och Michel Ney åren 1800–1815.
Maria Versfelt lämnade Nederländerna 1795 och åtföljde sedan sina älskare, som hon i tur och ordning hade en relation med, på deras fälttåg. Hon var från 1800 aktiv i resande teatrar i Frankrike, Belgien och Italien. Hon besökte London 1820 och uppmärksammades i litterära kretsar.
År 1827 utgav hon sina memoarer, Mémoires d'une Contemporaine (8 delar, 1827–1828), vilka gjorde henne berömd. Hon bodde då med en ung man, Leopold, som föregavs vara hennes fosterson men som troligen var hennes älskare. Hon besökte 1830 Egypten. Hon var en kritiker av den franska monarkin.
Maria Versfelt tillbringade sina sista år i ett kloster i Bryssel.